# Thelypteris mombachensis
Thelypteris mombachensis är en kärrbräkenväxtart som beskrevs av L.D. Gómez. Thelypteris mombachensis ingår i släktet Thelypteris och familjen Thelypteridaceae. Inga underarter finns listade.